# Bow Down
Bow Down ist das Debütalbum der US-amerikanischen Gangsta-Rap-Gruppe Westside Connection. Es wurde am 22. Oktober 1996 über Ice Cubes Labels Lench Mob/Priority Records veröffentlicht.
Am 9. November 1996 erreichte das Album Platz 2 der Billboard Charts. Es wurden 1,7 Millionen Tonträger verkauft. Am 1. Oktober 1997 erreichte das Album Platin.

## Titelliste
| #  | Titel                                                                      | Produzenten             | Dauer |
| -- | -------------------------------------------------------------------------- | ----------------------- | ----- |
| 1  | "World Domination" (Intro)                                                 | *Interlude*             | 1:16  |
| 2  | "Bow Down"                                                                 | Bud'da                  | 3:27  |
| 3  | "Gangstas Make the World Go Round"                                         | Ice Cube, Cedric Samson | 4:33  |
| 4  | "All the Critics in New York"                                              | Binky, Ice Cube         | 5:35  |
| 5  | "Do You Like Criminals?" (featuring K-Dee)                                 | Bud'da                  | 5:01  |
| 6  | "Gangstas Don't Dance" (Insert)                                            | *Interlude*             | 0:22  |
| 7  | "The Gangsta, the Killa and the Dope Dealer"                               | Bud'da                  | 4:15  |
| 8  | "Cross 'Em Out and Put a K"                                                | Bud'da                  | 4:56  |
| 9  | "King of the Hill"                                                         | QDIII                   | 4:17  |
| 10 | "3 Time Felons"                                                            | Bud'da                  | 5:10  |
| 11 | "Westward Ho"                                                              | QDIII                   | 5:12  |
| 12 | "The Pledge" (Insert)                                                      | *Interlude*             | 0:14  |
| 13 | "Hoo-Bangin' (WSCG Style)" (featuring K-Dee, The Comrads and Allfrumtha I) | Ice Cube                | 3:58  |

## Samples
3 Time Felons
- "Papa Was Too" – Joe Tex
- "With a Little Help From My Friends" – The Beatles
- "Ghetto Child" – Ahmad Jamal
- "West Up!" – WC and the Maad Circle

All the Critics in New York
- "Inner City Blues (Make Me Wanna Holler)" – Marvin Gaye
- "Funky Worm" – Ohio Players
- "You Can't Even Walk in the Park (Opening Theme)" – Johnny Pate

Cross 'Em Out and Put a 'K
- "My Philosophy" – Boogie Down Productions

Do You Like Criminals?
- "Walk on By" – Isaac Hayes
- "Criminal Minded" – Boogie Down Productions
- "Deeez Nuuuts" – Dr. Dre
- "Waterfalls" – TLC
- "Danger" – Blahzay Blahzay

Gangstas Make the World Go Round
- "People Make the World Go Round" – The Stylistics
- "Stranded on Death Row" – Dr. Dre

Hoo-Bangin' (WSCG Style)
- "Children’s Story" – Slick Rick

King of the Hill
- "Illusions" – Cypress Hill

The Gangsta, the Killa and the Dope Dealer
- "Hurt" – Nine Inch Nails